# Hugo Braun
Hugo Braun (geboren am 7. April 1881 in Prag, Österreich-Ungarn; gestorben am 19. November 1963 in München) war ein deutscher Mediziner, Hygieniker und Mikrobiologe, der 16 Jahre in Istanbul wirkte und als Begründer der modernen Hygiene in der Türkei gilt.

## Leben
Braun wurde am 7. April 1881 als Sohn des jüdischen Kaufmanns und Fabrikanten Alois Braun und dessen Frau Karoline Stern geboren. Im böhmischen Prag besuchte er die Volksschule. Seine Reifeprüfung legte er 1900 im Gymnasium in Prag ab. An der Deutschen Karls-Universität in Prag begann er ein Medizinstudium, das er am 16. März 1907 erfolgreich abschloss. In Prag wurde er auch promoviert. Während seines Studiums hatte er bereits am Hygiene-Institut der Prager Universität gearbeitet, wo er auch als Assistenzarzt tätig wurde und seine erste wissenschaftliche Arbeit veröffentlichte. 1908 wurde er zum Assistenten am Pharmakologischen Institut in Prag, 1909 wechselte er zum Hygienischen Institut in Bremen. 1910 wurde er zum Assistenten an der Bakteriologischen Abteilung in Berlin. Nach einem Wechsel zum Hygienischen Institut in Frankfurt am Main, wo er zwischen 1909 und 1912 auch als Assistent in der Pathologie arbeitete, im Jahr 1911 wurde er 1913 preußischer Bürger. Von 1912 bis 1913 war er im Auftrag des Deutschen Reiches in Deutsch-Ostafrika tätig. Während des Ersten Weltkriegs diente er als Hygienefacharzt in der 18. Armee.
Von 1914 bis 1916 übernahm Braun die Vertretung von Max Neisser als Professor am Hygiene-Institut an der heutigen Goethe-Universität Frankfurt. 1916 wurde er vom Reichskriegsministerium mit Untersuchungen zu Cholera und Typhus beauftragt, habilitierte sich mit den daraus resultierenden Forschungsergebnissen bei Neisser und wurde am 1. Oktober 1916 an der Frankfurter Universität zum Privatdozenten für Serologie ernannt. An der Frankfurter Universität leitete er ab 1918 als außerordentlicher Professor die bakteriologische Abteilung. Im Jahr 1920 an die Heidelberger Universität berufen, unterrichtete er dort Immunologie und Serologie und wurde 1921 als Nachfolger des Serologen Hans Sachs zum ordentlichen Professor ernannt. Für seine Untersuchungen über den Verwendungsstoffwechsel der Bakterien bekam er im März 1931 den Paul-Ehrlich-Preis verliehen. Aufgrund des Gesetzes zur Wiederherstellung des Berufsbeamtentums wurde ihm 1933 die Lehrbefugnis entzogen, woraufhin er, einem Ruf der Universität Istanbul folgend, wie andere deutsche Wissenschaftler in die Türkei floh (Siehe Exil in der Türkei 1933–1945).
Nach seiner Emigration im Herbst 1933 war er bis 1949 ordentlicher Professor am Lehrstuhl für Hygiene und Mikrobiologie in Istanbul. Er wurde Direktor des Instituts für Mikrobiologie, Epidemiologie und Parasitologie. 1949 kehrte Braun nach Deutschland zurück und wurde von der Münchner Medizinischen Fakultät zurückberufen ab März 1950 Professor für Hygiene an der Universität München. Er war später Direktor des Hygiene-Instituts und des Deutschen Forschungsinstituts für Tuberkulose (dann umbenannt in Ludolph-Brauer-Institut) in München. An der Universität wirkte er bis zu seinem Tod im Jahr 1963.
Braun veröffentlichte circa 180 Werke vor allem über Protozoen, Trypanosomen, Syphilis, Vererbungslehre sowie Serologie. 1960 erhielt er den Robert-Koch-Preis. Nach Braun ist die Braun-Huslersche-Reaktion benannt.
Braun war ab 1914 mit Elisabeth Stadt (1889–1951) verheiratet. Das Paar hatte drei gemeinsame Kinder.

## Veröffentlichungen (Auswahl)
Hugo Braun hatte 168 wissenschaftliche Arbeiten verfasst.
- mit T. Teichmann: Versuche zur Immunisierung gegen Trypanosomen. Jena 1912.
- mit R. Goldschmidt: Die Methoden der tierexperimentellen Wundinfektion. Berlin 1927.
- mit K. Hofmeier und G. V. Holzhausen: Die Vererbungsfrage in der Lehre von der Immunität gegen Infektionskrankheiten (= Handbuch der path. Microorganismen. Band 1, Lieferung 29). 1929.
- Methoden zur Untersuchung des Verwendungsstoffwechseln pathogener Bakterien. München 1930.
- Zur Ernährungsphysiologie der Tuberkelbazillen. In: Klinische Wochenschrift. Band 14, Nr. 1, (Berlin) 1935.
- Lekeli Tifo hakkında. Über Fleckfieber. İstanbul Seririyatı. Kader Bsmv., 1936 (6 Seiten).
- Bericht über den derzeitigen Stand der Erforschung der Aetiologie der Grippe. İstanbul Seririyatı, Nr. 10/11. Kader Bsmv. İstanbul, 1937 (10 Seiten).
- mit Ziya Öktem: Mikrobiyoloji ve Salgınlar Bilgisi, ikinci cilt. 1938.
- mit E. K. Unat: Tüberküloz Mikrobu, Tüberküloz, Mazlum Kitapevi. Istanbul 1943.
- Bulaşıcı Hastalıklar. Ins Türkische übertragen von Ziya Öktem. Maarif Matbassı, Ankara 1944.
- mit F. Gök und H. Gence: Salmonellaların Fermantasyon Kabiliyetlerinde Azot Kaynağının Rolü hakkında. Tıp Fak. Mec. Monografi Serisi, 1950.